# Аборенков, Василий Васильевич
Василий Васильевич Аборенков  (1901 — 1954) — военный специалист и организатор работ по разработке установок залпового огня БМ-13 и БМ-8, организатор и первый руководитель гвардейских миномётных частей, военный инженер первого ранга, генерал-майор артиллерии (29.01.1942), генерал-лейтенант артиллерии РККА (25.03.1943), лауреат Сталинской премии I степени (1943, по другим данным — 10.04.1942).

## Биография
Родился 29 апреля (12 мая) 1901 года в деревне Перевёртка (ныне Тверская область) в семье отставного канонира Гвардейской конно-артиллерийской бригады.
В 1918 году добровольцем вступил в РККА. Окончил артиллерийские курсы. Участвовал в Гражданской войне в России: воевал под Ямбургом и Красным Селом в составе курсантской батареи, с декабря 1919 по октябрь 1920 был командиром артиллерийской батареи на Западном и Восточном фронтах. Член РКП(б) с 1919 года. После Гражданской войны проходил службу в должностях начальника связи управления артиллерийского дивизиона, командира артиллерийской батареи и командира артиллерийского дивизиона в Ленинградском военном округе. В 1924-1925 гг. был в спецкомандировке в г. Кантон (Китай).
В 1930 году окончил артиллерийский факультет Артиллерийскую академию РККА им. Ф.Э. Дзержинского и стал военным инженером. В 1932 — 1936 годах — инженер лаборатории и преподаватель Военной академии химической защиты им. К.Е. Ворошилова.
В 1936 — 1937 годах начальник отделения НИИ РККА.
C июня 1937 года — старший помощник начальника отделения Артиллерийского управления РККА.
С 1940 года — начальник отделения Артиллерийского управления РККА. По своим должностным обязанностям курировал разработку ракетных вооружений и Реактивный научно-исследовательский институт, в частности, создание реактивных снарядов и пусковых установок для них (БМ-13 «Катюша», БМ-8).

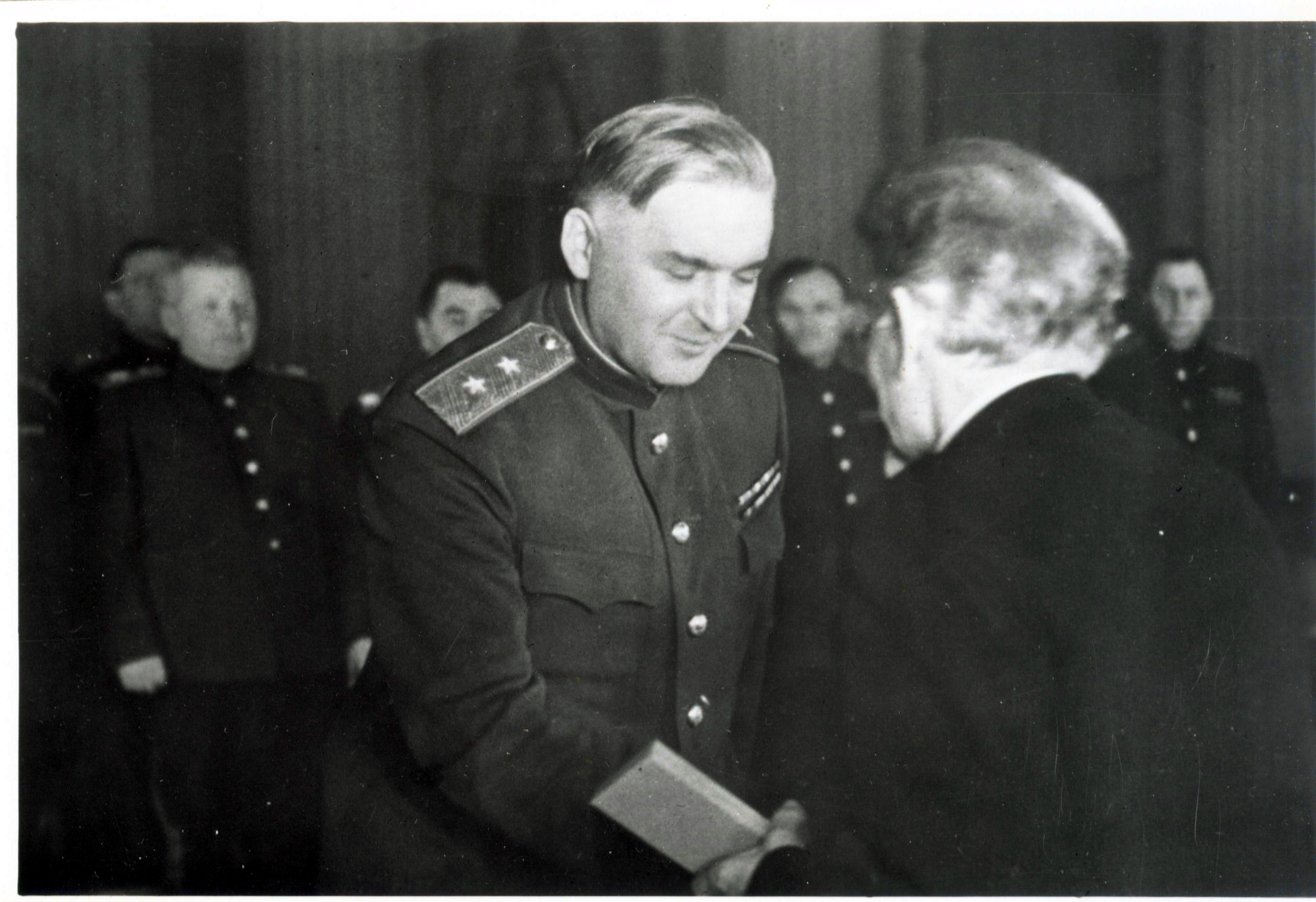
Аборенков Василий Васильевич получает Сталинскую премию за участие в разработке и постановке на вооружение Гвардейских реактивных миномётов «Катюша»

Б. Е. Черток в книге «Ракеты и люди» рассказывал :

Масштабы этих работ под сильным нажимом Аборенкова существенно расширились. К работам по снарядам подключались военные инженеры Шварц, Соркин, а по самоходным пусковым установкам — Гвай, Павленко, Галковский, Попов. В 1939 году были изготовлены первые самоходные пусковые установки на базе автомобиля ЗИС-6. Заместителем наркома обороны по артиллерии был маршал артиллерии Кулик. Он отвечал за деятельность Главного артиллерийского управления, за оценку и принятие на вооружение новых миномётных средств. Он обязан был лично докладывать, если не Сталину, то наркому Тимошенко. Но он недооценил это новое оружие. Тогда Аборенков, совершенно убеждённый в эффективности реактивных снарядов по опыту использования в авиации, через голову своего начальника маршала Кулика сообщил об этой разработке в докладной записке Сталину. Аборенков рисковал если не головой, то карьерой. Надо отдать должное его смелости.
Г. К. Жуков в своих мемуарах вспоминает, что вскоре после назначения его начальником Генерального штаба Сталин спросил, знаком ли он с реактивными миномётами. Жуков ответил, что только слышал о них, но не видел.
Сталин сказал: Ну, тогда с Тимошенко, Куликом и Аборенковым вам надо в ближайшие дни поехать на полигон и посмотреть их стрельбу.

В это время Аборенков был начальником отделения в ГАУ. По чину никак не положено ему было общение со Сталиным. Тем более интересно, что Сталин о нём знал.
Считался одним из создателей реактивной системы вооружения М-8 (в народе известна как «катюша») и даже получил авторское свидетельство на её изобретение вместе с А. Г. Костиковым и И. И. Гваем. Однако уже в 1944 году по поводу авторства «катюш» производилось расследование. В материалах следственного дела А. Г. Костикова имеется заключение технической экспертизы, составленное комиссией в составе Чесалова А. В., Христиановича С. А., Ушакова К. А. и Левина Л. М., которая сделала категорический вывод: «Костиков, Гвай и Аборенков не могут считаться авторами М-8, М-13 и пусковых устройств к ним… К разработке снарядов РС-82 и РС-132, представляющих собой оригинальную конструкцию, Костиков, Гвай и Аборенков никакого отношения не имели».
С мнением указанной выше комиссии не согласуется официальная точка зрения Исследовательскогго центра имени М. В. Келдыша от 2003 года. 

...этот перечень необходимо дополнить самым знаменитым изобретением тех лет: Костиков А. Г., Гвай И. И., Аборенков В. В., Механизированная установка для стрельбы ракетными снарядами (1939 г.)— 
C 29 июля 1941 года — заместитель начальника Главного артиллерийского управления по специальному вооружению РККА и начальник Отдела специального артиллерийского вооружения.
С 8 сентября 1941 года назначен первым командующим вновь созданных Гвардейских миномётных частей КА (ГМЧ КА) при Ставке Верховного Главнокомандования.
С 26 апреля 1942 года — командующий Гвардейскими миномётными частями, заместитель народного комиссара обороны СССР по химической обороне и начальник Главного военно-химического управления КА (ГВХУ КА).
29 апреля 1943 года — освобождён от должности командующего ГМЧ КА, а 20 мая 1943 года — и от должности заместителя народного комиссара обороны СССР.
В 1942 — 1946 годах — начальник Главного военно-химического управления РККА (ГВХУ КА).
С 7 февраля 1948 года возглавлял кафедру взрывчатых веществ и пиротехники в Военной академии химической защиты.
7 апреля 1948 году уволен из Советской армии в отставку по болезни.
Умер 18 августа 1954 года. Похоронен в Москве на Ваганьковском кладбище (14 уч.).

## Воинские звания
- Военинженер 1 ранга
- Генерал-майор артиллерии (19.01.1942)
- Генерал-лейтенант артиллерии (25.03.1943)

## Семья
- Жена — Екатерина Александровна, военный инженер-химик
- Сын — И. В. Абаренков — физик-теоретик, доктор физико-математических наук, профессор[10]

## Награды
- два ордена Ленина (28 июля 1941[11], 21 февраля 1945[12])
- три ордена Красного Знамени (24 марта 1942, 3 ноября 1944[12], 1948[12])
- орден Кутузова II степени (22 февраля 1944)
- орден Красной Звезды (14 июня 1940) — за участие в советско-финской войне (1939—1940)
- медали
- Сталинская премия I степени (10 апреля 1942) — за разработку нового типа вооружения